# Distretto di Kalikot
Il distretto di Kalikot è un distretto del Nepal, in seguito alla riforma costituzionale del 2015 fa parte della provincia Karnali Pradesh. 
Il capoluogo è Manma.
Geograficamente il distretto appartiene alla zona montagnosa Himalayana detta Parbat. È attraversato da due fiumi principali: il Karnali ed il Tila che confluisce nel Karnali presso il caopouogo Manma.
Secondo i dati pubblicati nel 2004 dal Programma delle Nazioni Unite per lo Sviluppo il distretto di Kalikot risulta essere uno dei distretti più poveri e sottosviluppati del Nepal.

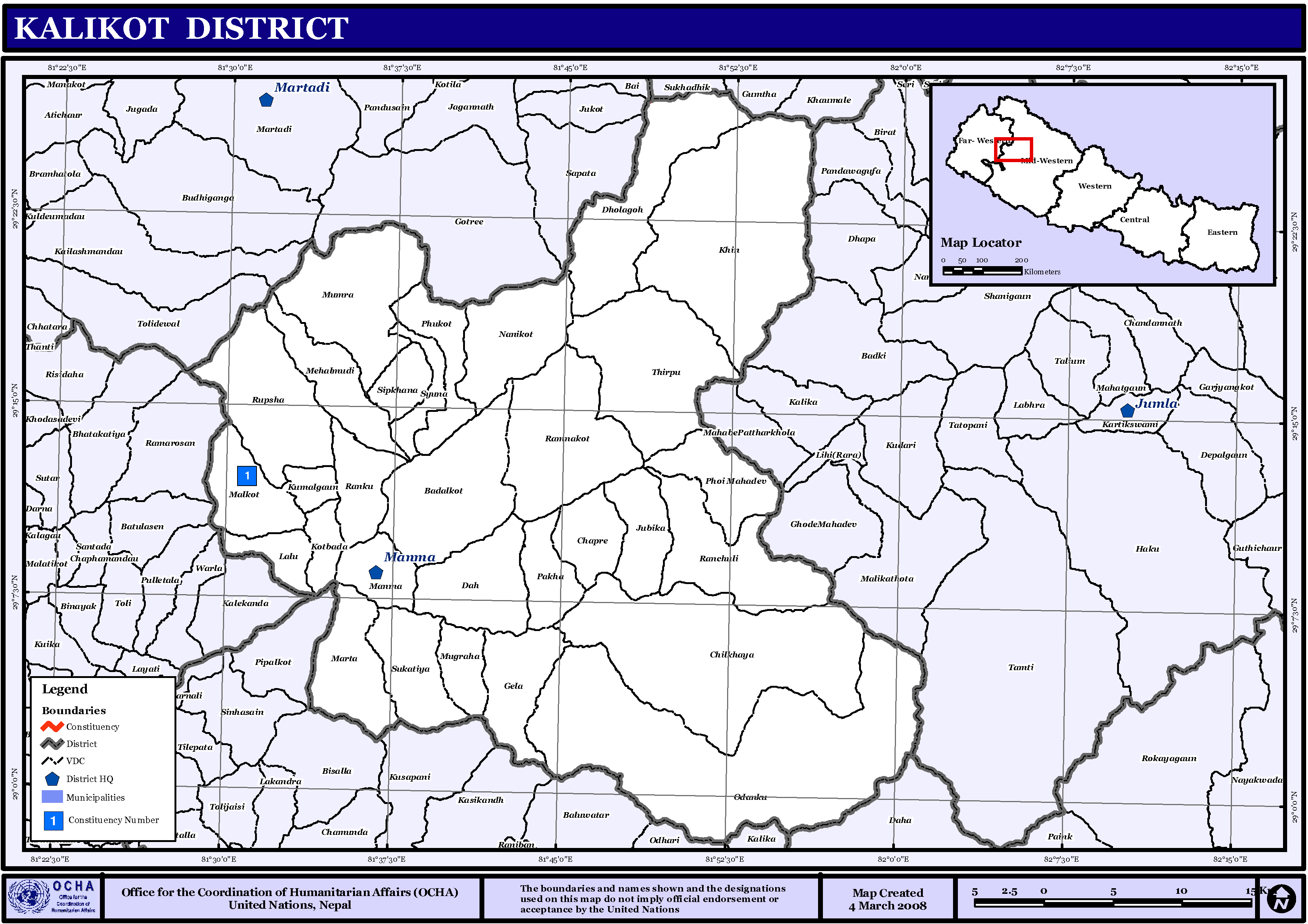
Mappa del distretto di Kalikot